# Areej Ghazi
Prinzessin Areej Ghazi (geborene Areej Omar Zawawi, arabisch أريج عمر الزواوي, DMG Arīǧ ʿUmar az-Zawāwī; * 1967 in Oman) gehört seit 1997 durch ihre Ehe mit dem jordanischen Prinzen Ghazi bin Muhammad zur jordanischen Königsfamilie. Sie ist, ähnlich wie ihr Mann, insbesondere für den interreligiösen Dialog bekannt. Sowohl mit ihrer wissenschaftlichen Arbeit als auch mit der von ihr gegründeten Schule versucht sie, ein Lehrsystem zu entwickeln, das religiöse Erziehung mit den Vorteilen einer westlich orientierten Schulausbildung kombiniert.

## Leben
Areej Ghazi wuchs in Oman als Tochter des Ministers Omar Zawawi (arabisch عمر الزواوي) auf. Sie absolvierte zunächst von 1986 bis 1988 ein Lehramtsstudium in Maskat. 1990 begann sie ein Studium der Erziehungswissenschaften und Linguistik an der römisch-katholischen Georgetown University, das sie 1995 mit dem Master abschloss. Später ging sie zur University of Arkansas, wo sie 2006 mit der Arbeit Synthesis of the Jordanian social studies curriculum and how it meets the needs of advanced learners using grade 8 as a case study den Ph.D. erhielt. Sie wurde in Arkansas auch weiter bekannt durch eine Serie von Vorträgen, die sie an Universitäten und Schulen über die Kultur des Nahen Ostens hielt. An der 2008 gegründeten World Islamic Sciences and Education University schloss sich 2011 mit ihrer Dissertation A Teacher’s Handbook on How to Integrate the Remembrance of God into Teaching noch eine zweite Promotion an, die vom Präsidenten der Universität, Abdul-Naser Musa Abul-Basal, betreut wurde.
Nach der Kontroverse, die durch das Papstzitat von Regensburg entstand, schrieb ihr Mann den offenen Brief Ein gemeinsames Wort zwischen Uns und Euch, der sich darum bemühte, einen konstruktiven Dialog zu eröffnen. Areej Ghazi war bei der Entwicklung des Briefes beteiligt und gehört zu den nachträglich erfassten Unterzeichnern. Nur zwei Tage nach Veröffentlichung dieses Briefes sandte Kardinalstaatssekretär Tarcisio Bertone eine Antwort an Ghazi bin Muhammad, der den Weg zum Katholisch-Muslimischen Forum eröffnete. Areej Ghazi gehörte dann 2008 zu den ausgewählten Delegationsteilnehmern des zweiten Seminars des Katholisch-Muslimischen Forums. Ebenfalls beteiligt war Areej Ghazi bei der Konferenz Islam, Christianity and the Environment im September 2010 in Amman. Als eine der Juroren hielt sie eine Ansprache anlässlich der am 25. April 2013 erfolgten Preisverleihung der von den Vereinten Nationen ins Leben gerufenen World Interfaith Harmony Week. Sie gehörte 2013 zu den Juroren des Templeton-Preises.
Sie ist Gründerin und Direktorin der School of Life in Amman, die nach eigenen Angaben versucht, religiöse Erziehung mit einer westlich orientierten Schulausbildung zu vereinen. Unterrichtet wird gleichberechtigt in Englisch und Arabisch. Einen Schwerpunkt bildet die Ausbildung in Französisch und die Vorbereitung auf DELF-Examen. Im jordanischen Erziehungsministerium leitet sie die Kommission, die die Lehrpläne für die sozialen Fächer entwickelt. Zusammen mit Abdullah II. bin al-Hussein und Salman bin Hamad bin Isa Al Chalifa gehört sie dem International Advisory Board der King's Academy an, einem koedukativen, englischsprachigen Internat in Madaba. Am Königlichen Aal al-Bayt Institut für islamisches Denken ist sie als leitende Beraterin für Bildungsfragen tätig.

## Werke
- Synthesis of the Jordanian social studies curriculum and how it meets the needs of advanced learners using grade 8 as a case study. Fayetteville 2006.
- How to Integrate the Remembrance of God into Teaching (= MABDA English Monograph Series. Band 22). MABDA, Amman 2012, ISBN 978-9957-428-59-4 (Online [PDF]).